# أنتوني كوستيلو
أنتوني كوستيلو (بالإنجليزية: Anthony Costello)‏ هو طبيب أطفال بريطاني، ولد في 20 فبراير 1953.